# Съдебна грешка
Съдебната грешка е неправилно решение на съд - може да бъде осъждане на човек за престъпление, което не е извършил, или обратното, оправдаване за извършено престъпление, както и грешно отсъждане в гражданското право. Повечето съдебни системи предвиждат мерки за ограничаване на съдебните грешки, като многоинстанционното производство.